# Кулл-завойовник
«Кулл-завойовник» (англ. Kull the Conqueror) — американський фентезійний бойовик про персонажа Роберта Е. Говарда Кулла, в головних ролях: Кевін Сорбо, Тіа Каррере, Томас Єн Гріффіт, Рой Броксміт, Гарві Фірстейн і Карина Ломбард. Екранізація роману Говарда про Конана Час Дракона, герой змінений на іншого варварського героя Кулла.
Фільм спочатку призначений бути третім фільмом про Конана, Конан-завойовник. Головний герой був змінений у зв'язку з відмовою Арнольда Шварценеггера повторити його роль Конана і з обранням на роль Кевіна Сорбо. Сценарист Чарльз Едвард Пог кілька разів заявляв, що був украй незадоволений цим фільмом, відчуваючи, що його сценарій зруйнувало втручання студії.

## Сюжет
Варвар Кулл несподівано отримує королівський титул після того, як старий король, якого він смертельно поранив у бою, раптово віддає йому свою корону і робить прямим спадкоємцем. Однак генерал Талігаро незадоволений таким рішенням і разом зі своїми поплічниками збирається повалити Кулла, щоб здобути трон і владу у всьому королівстві. Щоб перемогти могутнього Кулла, вони воскрешають древню відьму-королеву Аківашу.
Але вони не підозрювали, що їх план може обернутися неприємними наслідками для всього людства. Аківаша має намір відродити лордів-демонів, щоб вони правили цим світом. Впоратися з відьмою практично неможливо, єдине, що може її здолати — дихання бога Вовка. Тепер Кулл-завойовник, безстрашний воїн-варвар, який став королем завдяки своєму бойовому мистецтву і хоробрості, обожнюваний підданими за милосердя, прекрасною провісницею Заретою за доблесть, буде смертельним ворогом сил тьми. Він — єдина надія врятувати королівство й улюблену жінку.

## Ролі
- Кевін Сорбо — Кулл
- Тіа Каррере — Аківаша
- Томас Єн Гріффіт — генерал Талігаро
- Гері «Літфут» Девіс — Аскаланте
- Рой Броксміт — Ту
- Гарві Фірстейн — Джуба
- Карина Ломбард — Зарета
- Едвард Тюдор-Поул — Енарос
- Свен-Оле Торсен — Борна
- Дуглас Хеншолл — Лукалон
- Джо Шоу — Далгар
- Террі О'Ніл — капітан судна
- Джон Халлам — Мандара
- Пітер Петруна — раб

## Виробництво
Під час практики для бойових сцен Кевін Сорбо порізав себе мечем. На його прохання, продюсери дали йому гумовий меч.

## Критика
На Rotten Tomatoes фільм має рейтинг 26 %, IMDb — 4,8/10.